# ساشا لوس
ساشا لوس (انگلیسی: Sasha Luss؛ زادهٔ ۶ ژوئن ۱۹۹۲) یک مدل و هنرپیشه اهل روسیه است. او در ۱۴ سالگی کارش را با IQ Models در مسکو آغاز کرد. او تاکنون با طراح لباس کارل لاگرفلد نیز کار کرده‌است. ساشا لوس همچنین در مجله‌های نومرو Numéro، ووگ و ووگ ایتالیا Vogue Italia ظاهر گردیده‌است.
از فیلم‌هایی که وی در آن نقش داشته می‌توان به والرین و شهر هزار سیاره (۲۰۱۷) و آنا (۲۰۱۹) اشاره کرد.